# Казинаг (национальный парк)
Национальный парк Казинаг — национальный парк, который планируется создать в Барамулле в Джамму и Кашмире. Он является частью проекта по созданию трансграничной охраняемой территории между Индией и Пакистаном.

## История
После перемирия в Каргильской войне, и сокращения района обитания диких мархуров , Правительство Индии, по рекомендации фонда Живой Природы, начало создание нового национального парка около Ури на линии контроля между Индией и Пакистаном.